# Мило (Юэян)
Мило́ (кит. упр. 汨罗, пиньинь Mìluó) — городской уезд городского округа Юэян провинции Хунань (КНР). Городской уезд так назван потому, что на его территории реки Мишуй и Лошуй сливаются, образуя реку Милоцзян.

## История
В античные времена здесь существовало царство Ло, впоследствии поглощённое царством Чу
После того, как Цинь Шихуан впервые в истории объединил все китайские земли в единую империю, здесь был создан уезд Лосянь (罗县). Во времена империи Тан в 625 году уезд Лосянь был присоединён к уезду Сянъинь.
В 1966 году из уезда Сянъинь Специального района Юэян (岳阳专区) был выделен уезд Мило (汨罗县). В 1970 году Специальный район Юэян был переименован в Округ Юэян (岳阳地区). Постановлением Госсовета КНР от 8 февраля 1983 года округ Юэян был расформирован, и уезд перешёл под юрисдикцию властей города Юэян, но уже 13 июля 1983 года ситуация была отыграна обратно.
Постановлением Госсовета КНР от 27 января 1986 года город Юэян и округ Юэян были объединены в городской округ Юэян.
Постановлением Госсовета КНР от 23 сентября 1987 уезд Мило был преобразован в городской уезд.

## Административное деление
Городской уезд делится на 1 уличный комитет, 17 посёлков и 1 волость.